# Michael Goodliffe
Lawrence Michael Andrew Goodliffe (Bebington, 1º ottobre 1914 – Wimbledon, 20 marzo 1976) è stato un attore britannico.

## Biografia
Goodliffe nacque nel 1914 a Bebington, all'epoca appartenente alla contea di Cheshire. Iniziò la sua carriera unendosi ad una compagnia teatrale di Stratford-upon-Avon, la Royal Shakespeare Company, ma lo scoppio della seconda guerra mondiale lo costrinse ad abbandonare la recitazione. Unitosi all'esercito britannico, fu ferito ad una gamba nel corso della Battaglia di Dunkerque e fu catturato dai tedeschi, rimanendo prigioniero in Germania fino alla fine della guerra. 
Successivamente rientrò in patria e cominciò la sua carriera cinematografica e televisiva. Tra i ruoli più importanti da lui interpretati, vi è quello dell'ingegnere navale Thomas Andrews nel film Titanic, latitudine 41 nord, diretto nel 1958 da Roy Ward Baker.
Goodliffe soffriva di depressione: nel 1976, mentre si trovava all'Atkinson Morley Hospital di Londra, si suicidò lanciandosi da un'uscita di emergenza, all'età di 61 anni.

## Filmografia parziale

### Cinema
- La stanzetta sul retro (The Small Back Room), regia di Michael Powell ed Emeric Pressburger (1949)
- Stop Press Girl, regia di Michael Barry (1949)
- Campo 111 (The Wooden Horse), regia di Jack Lee (1950)
- Le avventure del capitano Hornblower, il temerario (Captain Horatio Hornblower R.N.), regia di Raoul Walsh (1951)
- Piangi mio amato paese (Cry, the Beloved Country), regia di Zoltán Korda (1951)
- Il terrore di Londra (The Hour of 13), regia di Harold French (1952)
- Gli sparvieri dello stretto (Sea Devils), regia di Raoul Walsh (1953)
- Rob Roy, il bandito di Scozia (Rob Roy, the Highland Rogue), regia di Harold French (1953)
- L'isola nell'asfalto (Front Page Story), regia di Gordon Parry (1954)
- John Wesley, regia di Norman Walker (1954)
- The Crowded Day, regia di John Guillermin (1954)
- La fine dell'avventura (The End of the Affair), regia di Edward Dmytryk (1955)
- L'arciere del re (The Adventures of Quentin Durward), regia di Richard Thorpe (1955)
- Dial 999, regia di Montgomery Tully (1955)
- Amare per uccidere (Wicked as They Come), regia di Ken Hughes (1956)
- La battaglia di Rio della Plata (The Battle of the River Plate), regia di Michael Powell ed Emeric Pressburger (1956)
- Indagine pericolosa (Fortune Is a Woman), regia di Sidney Gilliat (1957)
- Sfida agli inglesi (The One That Got Away), regia di Roy Ward Baker (1957)
- Scuola di spie (Carve Her Name With Pride), regia di Lewis Gilbert (1958)
- L'isola dei disperati (The Camp on Blood Island), regia di Val Guest (1958)
- Up the Creek, regia di Val Guest (1958)
- Titanic, latitudine 41 nord (A Night to Remember), regia di Roy Ward Baker (1958)
- Three Crooked Men, regia di Ernest Morris (1958)
- Further Up the Creek, regia di Val Guest (1958)
- I 39 scalini (The 39 Steps), regia di Ralph Thomas (1959)
- The White Trap, regia di Sidney Hayers (1959)
- La battaglia dei sessi (The Battle of the Sexes), regia di Charles Crichton (1959)
- Affondate la Bismarck! (Sink the Bismarck!), regia di Lewis Gilbert (1960)
- Il testamento di Orfeo (Le testament d'Orphée, ou ne me demandez pas pourquoi!), regia di Jean Cocteau (1960)
- La guerra segreta di suor Katryn (Conspiracy of Hearts), regia di Ralph Thomas (1960)
- L'occhio che uccide (Peeping Tom), regia di Michael Powell (1960)
- Il garofano verde (The Trials of Oscar Wilde), regia di Ken Hughes (1960)
- Eri tu l'amore (No Love for Johnnie), regia di Ralph Thomas (1961)
- ...e la Terra prese fuoco (The Day the Earth Caught Fire), regia di Val Guest (1961)
- Scotland Yard: mosaico di un delitto (Jigsaw), regia di Val Guest (1962)
- Incubo sulla città (80,000 Suspects), regia di Val Guest (1963)
- Si spogli... infermiera (A Stitch in Time), regia di Robert Asher (1963)
- Tra due fuochi (Man in the Middle), regia di Guy Hamilton (1963)
- La donna di paglia (Woman of Straw), regia di Basil Dearden (1964)
- Squadriglia 633 (633 Squadron), regia di Walter Grauman (1964)
- La settima alba (The 7th Dawn), regia di Lewis Gilbert (1964)
- Lo sguardo che uccide (The Gorgon), regia di Terence Fisher (1964)
- Troubled Waters, regia di Stanley Goulder (1964)
- Il colonnello Von Ryan (Von Ryan's Express), regia di Mark Robson (1965)
- La notte dei generali (The Night of the Generals), regia di Anatole Litvak (1967)
- I ribelli di Carnaby Street (The Jokers), regia di Michael Winner (1967)
- L'uomo di Kiev (The Fixer), regia di John Frankenheimer (1968)
- Cromwell, regia di Ken Hughes (1970)
- Gott mit uns (Dio è con noi) (The Fifth Day of Peace), regia di Giuliano Montaldo (1970)
- Willy Wonka e la fabbrica di cioccolato (Willy Wonka & the Chocolate Factory), regia di Mel Stuart (1971)
- Te Johnstown Monster, regia di Olaf Pooley (1971)
- Tutte le donne del re (Henry VIII and His Six Wives), regia di Waris Hussein (1972)
- Gli ultimi 10 giorni di Hitler (Hitler: The Last Ten Days), regia di Ennio De Concini (1973)
- Agente 007 - L'uomo dalla pistola d'oro (The Man with the Golden Gun), regia di Guy Hamilton (1974)
- Una figlia per il diavolo (To the Devil a Daughter), regia di Peter Sykes (1976)

### Televisione
- I gialli di Edgar Wallace (The Edgar Wallace Mystery Theatre) – serie TV, episodi 3x01-4x02 (1962-1963)
- Knock on Any Door – serie TV, episodio 2x09 (1966)
- Gli invincibili (The Protectors) – serie TV, episodio 2x16 (1974)

## Doppiatori italiani
- Gianfranco Bellini in La fine dell'avventura
- Emilio Cigoli in Sfida agli inglesi, Titanic, latitudine 41 nord
- Nando Gazzolo ne La settima alba
- Bruno Persa ne L'uomo di Kiev